# 宋爱荣
宋爱荣（1959年9月—），女，河南扶沟人，中华人民共和国官员。中国共产党第十六届、十七届中央候补委员，第十八届中央纪委委员。

## 生平
1981年1月加入中国共产党。新疆化工学校师资大专班毕业，中共中央党校涉外经济管理专业在职研究生。历任共青团新疆维吾尔自治区委员会副书记，中共吐鲁番地委书记，新疆维吾尔自治区人民政府副主席等职。2006年10月获任新疆维吾尔自治区党委常委，2008年1月因乌鲁木齐市德汇国际广场大火而差额落选自治区人民政府副主席。2011年10月起兼任自治区纪委书记。2015年4月，调任中共重庆市委常委、市委统战部部长。2017年5月，卸任中共重庆市委常委，任重庆市政协党组成员。2018年1月，任重庆市政协副主席（排名第1位），直到2023年1月换届卸任。